# Hombori
Hombori ist eine Stadt in Mali, die zwischen Mopti und Gao am Rande des Hombori-Tondo-Tafelbergs liegt. Diese Gegend wird vom Volksstamm der Gourmantché bewohnt und gehört zur Verwaltungsregion Mopti.
Im Jahr 2009 hatte die Gemeinde 23.099 Einwohner.

## Besonderheiten

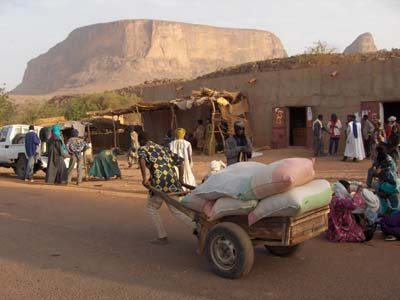
Hombori mit dem Berg Hombori Tondo im Hintergrund

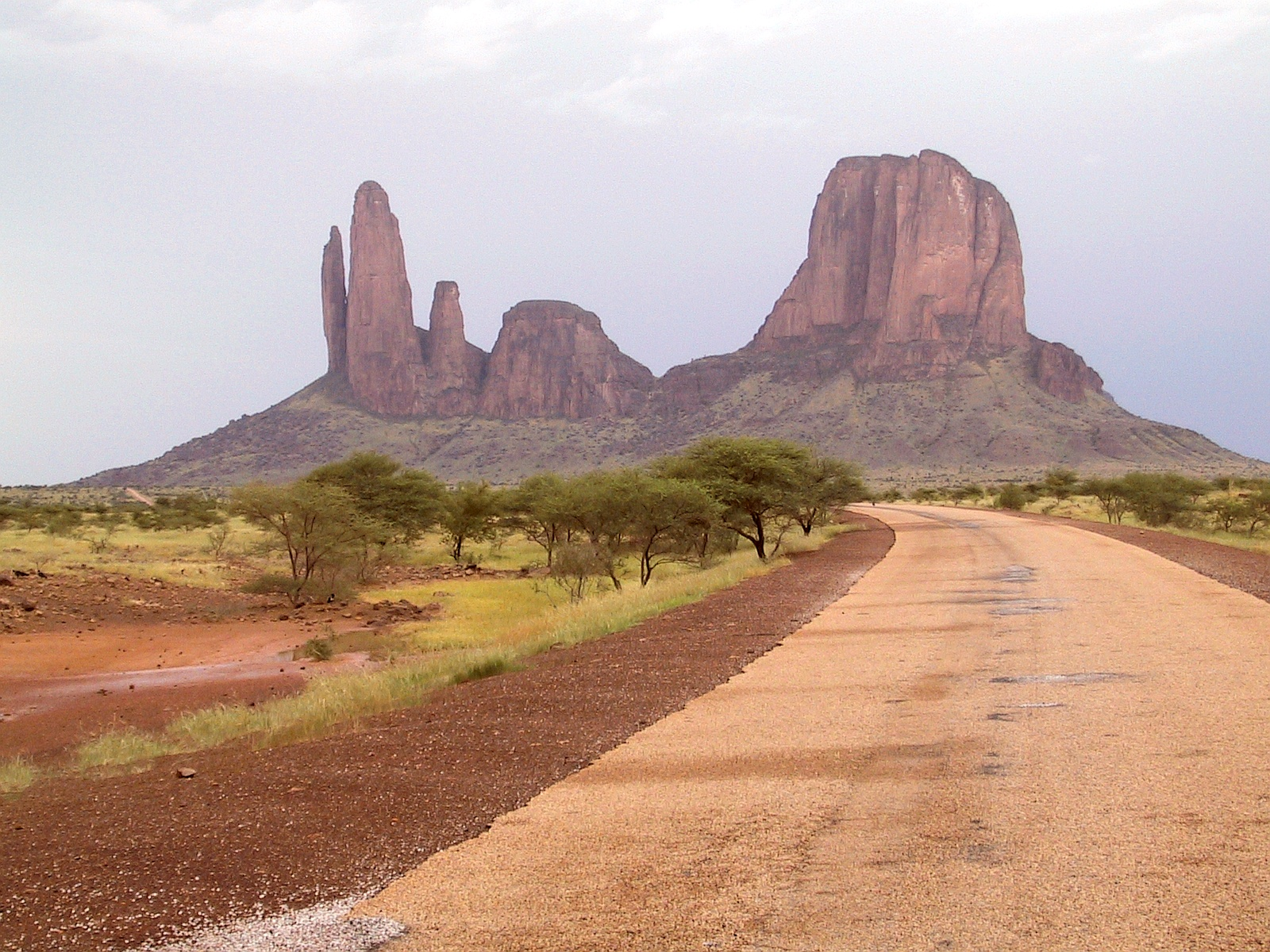
Berg „Hand der Fatima“ bei Hombori

Hombori ist bekannt für seine Anonyme Architektur mit Häusern aus behauenen Felsbrocken mit schmalen Durchgängen und Tunnels dazwischen. Mit einer Durchschnittstemperatur von 30 °C ist dieser Ort einer der heißesten auf der Erde.
In nächster Umgebung gibt es spektakuläre Felsformationen, die Kletterer zu gewagten Künsten herausfordern. Der Hombori Tondo, Malis höchster Berg mit 1153 Metern, ist ebenfalls in unmittelbarer Nachbarschaft.

## Geschichte
Hombori ist ein altes Dorf der Dogon, einer westafrikanischen Volksgruppe. Nach der Invasion der Almoraviden im 16. Jahrhundert ließ sich ein Teil der königlichen Familie aus Gao kommend in Hombori nieder. Das Volk der Songhai, das heute eine Minderheit darstellt, folgte erst später den königlichen Flüchtlingen in dieses Gebiet.
Hombori stellt heute noch immer einen guten Einblick auf das traditionelle Leben des Songhai-Volkes dar, auch wenn es für Fremde lange Zeit Ausgangspunkt für weitere Eroberungen im südlichen Mali war. Ferner in den Bergen gelegene Dörfer wie Tabi (in 30 Kilometer Entfernung) wurden niemals besetzt oder kolonialisiert und konnten so mit ihrer ursprünglichen Kultur überdauern.
Die Herrschaft der Songhai wurde um 1900 unmittelbar abgelöst von der französischen Besatzung im Rahmen der Kolonialisierung. Ein Großteil der Dogon flüchtete in die nahen Berge. Trotzdem fanden auch hier Raubzüge auf Mauren zur Verwendung als Sklaven statt.